# Mesorregión del Sur y Sudoeste de Minas
La mesorregión del Sur y Sudoeste de Minas es una de las doce mesorregiones del estado brasileño de Minas Gerais. Está formada por la unión de 146 municipios agrupados en diez microrregiones.
El sur de Minas tiene muchas semejanzas con el interior de São Paulo, con grandes altitudes y clima ameno y lluvioso. La economía es altamente agrícola, con cualidades para las plantaciones de café.
Sus principales ciudades son Poços de Caldas, Varginha, Itajubá, Pasos, Pouso Alegre y Alfenas.
El poblamiento de la región comenzó a inicios del siglo XVIII por exploradores como  Fernão Dias y creció a comienzos del siglo XIX con la llegada de los inmigrantes, que dejando las regiones mineras ya agotadas, vinieron en busca de tierras aptas para la agricultura y ganadería.
Antiguamente la región pertenecía a la capitanía de São Paulo hasta que el gobernador de Minas Gerais, Luís Diogo Lobo da Silva, el 24 de septiembre de 1764, anexa la costa izquierda del río Sapucaí, extendiendo los límites de Minas Gerais, aproximadamente, hasta el límite actual con São Paulo. Sin embargo la región continuó perteneciendo a la diócesis de São Paulo.

## Microrregiones
- Alfenas
- Andrelândia
- Itajubá
- Pasos
- Poços de Caldas
- Pouso Alegre
- Santa Rita do Sapucaí
- São Lourenço
- São Sebastião do Paraíso
- Varginha